# The Final Album
The Final Album je poslední album skupiny Modern Talking z roku 2003. CD Obsahuje 20 vybraných hitů z let 1984 - 2003.

## Skladby
1. You're My Heart, You're My Soul
2. You Can Win If You Want
3. Cheri, Cheri Lady
4. Brother Louie
5. Atlantis Is Calling
6. Geronimo's Cadillac
7. Give Me Peace On Earth
8. Jet Airliner
9. In 100 Years
10. You're My Heart, You're My Soul '98
11. Brother Louie '98
12. You Are Not Alone
13. Sexy Sexy Lover
14. China In Her Eyes
15. Don't Take Away My Heart
16. Win The Race
17. Last Exit To Brooklyn
18. Ready For Victory
19. Juliet
20. TV Makes The Superstar